# アレクサ・ヴカノヴィッチ
アレクサ・ヴカノヴィッチ（セルビア語: Алекса Вукановић, Aleksa Vukanović、1992年6月18日 - ）は、セルビアのサッカー選手。ポジションはFW。

## クラブ歴
FKヘルツェゴヴァツ・ガイドブラの下部組織から2007年にトップチームに昇格。2010年にスルプスカ・リーガ・ヴォイヴォディナのFK ČSKチェラレヴォに加入し、4年間所属した。2014年夏にセルビア・プルヴァ・リーガのFKバチュカに移籍、8月23日に移籍後初出場。翌夏には、ČSKチェラレヴォがプルヴァ・リーガに昇格したためにČSKチェラレヴォに戻った。2015-16シーズンに26試合10得点の活躍を見せたため、2016年夏にセルビア・スーペルリーガのFKナプレダク・クルシェヴァツに移籍。移籍後初出場となったのはレッドスター・ベオグラードとの一戦で、スロボダン・ウロシェヴィッチに代わってハーフタイムに投入された。投入から僅か2分で初得点を記録した。
2019年の初めにレッドスター・ベオグラードに移籍。同年8月27日のUEFAチャンピオンズリーグ 2019-20 予選プレーオフのBSCヤングボーイズ戦でUEFA主催大会初得点を記録、この得点があって試合は引分に終わり、レッドスター・ベオグラードは本戦進出を決めた。
2022年4月21日、梅州客家足球倶楽部に移籍した。